# (38247) 1999 QE
1999 كيو إي (ويعرف أيضًا باسم (38247) 1999 كيو إي وفق تسمية الكوكب الصغير) (بالإنجليزية: 1999 QE)‏ هو كويكب ضمن حزام الكويكبات؛ وترتيبه 38247 من حيث الاكتشاف.
اكتُشف هذا الجُرم الفلكي بواسطة Sauro Donati ‏ في 18 أغسطس 1999.

## وصلات خارجية
- (38247) 1999 QE في قاعدة بيانات مختبر الدفع النفاث لأجرام النظام الشمسي الصغيرة

- الاكتشاف · مخطط المدار ·  العناصر المدارية · المعلمات المادية

- (38247) 1999 QE على موقع ويكي سكاي: DSS2, SDSS, GALEX, IRAS, Hydrogen α, X-Ray, Astrophoto, Sky Map, Articles and images